# 穆拉德二世 (突尼斯)
穆拉德二世（—1675年:54），又称穆拉德二世贝伊，1666年出任奥斯曼帝国突尼斯省的贝伊，他是穆拉德家族的第三任贝伊，也是该家族执掌突尼斯后的第二任贝伊:55。

## 生平
穆拉德二世的祖父穆拉德一世出身科西嘉岛，幼年被突尼斯海盗俘虏并被卖给后来的突尼斯贝伊拉姆丹。穆拉德一世随拉姆丹贝伊进入突尼斯政府，并在拉姆丹贝伊去世后成为继任的贝伊:41。穆拉德一世在位期间，突尼斯的实际权力由禁卫军“耶尼切里”低级军官优素福迪伊把控。穆拉德二世的父亲哈穆达帕夏在穆拉德一世去世后继任，并在优素福迪伊去世后取得突尼斯的实际控制，开启了穆拉德王朝对突尼斯的统治:41。
穆拉德二世以勇气、毅力和关注人民的善政而著称:54。他在任期间，主要是在各地征税，以及处理阿尔及尔军队的入侵和处置西北部落与阿尔及利亚人的勾结。此外，在其任内还发生了迪伊阿里·拉兹领导的叛乱。在穆拉德二世远征遭遇挫折后，拉兹计划让穆罕默德阿迦取代穆拉德二世，并企图恢复突尼斯的迪伊统治。但穆拉德二世最终击败穆罕默德阿迦并于1673年重新掌权，而后对突尼斯军队进行改革，正式终结了迪伊与贝伊的权利之争:58。
1675年，穆拉德二世在巴尔杜宫中去世，葬于其父哈穆达帕夏的陵墓哈穆达帕夏清真寺。穆拉德二世去世后，穆拉德王朝爆发王位继承战争，并最终导致王朝覆灭:55。

## 建筑
穆拉德二世在任期间，利用旧军营创建了穆拉迪耶伊斯兰学校，以教授马立克派教义。他曾在加貝斯兴建一座清真寺，兴修水利，并曾兴修迈杰尔达河水坝桥等水利设施:55。

## 家庭
穆拉德二世的祖父和父亲分别是穆拉德一世贝伊和哈穆达帕夏，其中哈穆达帕夏是首任实际执掌突尼斯最高权力的贝伊，此前的突尼斯由耶尼切里军官“迪伊”实际统治:54。穆拉德二世的妻子是末任实权迪伊优素福迪伊的女儿，生育有穆罕默德、阿里和拉马丹等儿子:55。